# Boyarin Orcha
Pour plus de détails, voir Fiche technique et Distribution.
Boyarin Orcha (Боярин Орша) est un film russe réalisé par Piotr Tchardynine, sorti en 1909.

## Fiche technique
- Photographie : Vladimir Siversen
- Décors : Vatslav Fester